# Gabriel Vásquez
Gabriel Vásquez (Villaescusa de Haro, Belmonte, Cuenca, 1549 ou 1551 - Alcalá de Henares, 23 de setembro de 1604) foi um teólogo religioso jesuíta espanhol, orador e moralista. Bento XIV chamou-o de "luminar" da teologia. Fez um estudo completo das obras de Santo Agostinho por quem professava uma grande devoção.

## Obras
- "Commentariorum ac disputationum S; "De cultu adorationis libri Tres et Disputationes duae contra errores Felicis et Elipandi"
- "De cultu adorationis libri tres et disputationes duae contra errores Felicis et Elipandi", Alcalá, 1594; Mainz, 1601, 1604
- "Commentariorum ac Disputationum in (partes) S. Thomae", Alcalá, 8 vols., 1598-1615. Later abridged editions were published at Alcalá, Ingolstadt, Vienna, and more complete ones at Lyons in 1620 and Antwerp in 1621
- "Paraphrases et compendiaria explicatio ad nonnullas Pauli Epistolas", Alcalá, 1612; Ingolstadt, 1613; Lyons, 1630. Vives undertook to print all his works, but only got as far as the first volume (Paris, 1905)
- "Disputationes metaphysicae desumptae ex variis locis suorum operum" (Madrid, 1617; Antwerp, 1618) compiled by Francisco Murcia de la Llana, comprises the philosophical questions dispersed throughout his works, and is a rare and exceptionally valuable book.

Alguns dos seus manuscritos são conservado na "Biblioteca Nacional de Madrid"